# الوارهای لرزان
الوراهای لرزان (انگلیسی: Shiver Me Timbers) یک فیلم اسلشر بریتانیایی در سبک کمدی ترسناک محصول سال ۲۰۲۵ به نویسندگی و کارگردانی پل استفان مان در اولین کارگردانی خود. مردو آدامز، استیون کورال، تونی گریر، یو هنگ لی و امی مکی در این فیلم بازی می‌کنند. این فیلم به عنوان یک بازگویی ترسناک از شخصیت ملوان زبل اثر الزی کریسلر سگار عمل می‌کند.
این فیلم برای اولین بار در جشنواره فیلم ترسناک رامفورد در ۲۸ فوریه ۲۰۲۵ اکران شد و در ۱ آوریل ۲۰۲۵ توسط گراویتاس ونچرز اکران شد.

## داستان
در سال ۱۹۸۶، در شمال کالیفرنیا، اسکات به همراه برادرش کاستور و دوستانشان به یک سفر کمپینگ می‌روند تا بارش شهابی و دنباله‌دار هالی را تماشا کنند. اما شب، با تبدیل شدن ملوان زبل (پاپای) به یک ماشین کشتار غیرقابل توقف بر اثر برخورد یک شهاب سنگ، به شبی وحشتناک تبدیل می‌شود.

## بازیگران
- مردو آدامز در نقش اسکات
- استفن کورال در نقش ستوان لنگ
- تونی گریر در نقش ملوان زبل
- دیوید هالوز در نقش پاپای
- راس دیلون در نقش ترنت
- یو هنگ لی در نقش مونیک
- سب لرد در نقش اسپایک
- امی مکی در نقش اولیو اویل
- کیت هویت در نقش کارآگاه مونتگومری
- پل دیودنی در نقش جورج بی خانمان
- پل استفن مان در نقش کارآگاه زانالتو
- دوناماری مک کاسکر در نقش مادر
- جوئل مک دید در نقش استیوی
- برندان نلسون در نقش کاستور اویل
- نیام پارینگتون در نقش سیلیندا
- لئونا رابرتز در نقش لیزی
- جان رایدر در نقش دی جی بروس/راوی
- آلستر استاتهام در نقش کارآگاه هلمز
- الکسا رایت در نقش دختر کوچک

## تولید
این فیلم در ادینبرو در سال ۲۰۲۴ فیلمبرداری و بسته‌بندی شد.

## بازخوردها
این فیلم نقدهای منفی را از سوی منتقدان و تماشاگران دریافت کرد.